# دانييلا كاستيلاني
دانييلا كاستيلاني (مواليد 30 يونيو 1975) هي لاعبة كرة لينة إيطالية شاركت في الألعاب الأولمبية الصيفية لعام 2000. وفي الألعاب الأولمبية الصيفية لعام 2004.
وهي عضو في المجلس التنفيذي للاتحاد الأوروبي للكرة اللينة منذ انتخابها في المؤتمر المشترك للاتحاد الأوروبي للكرة اللينة واتحاد البيسبول الأوروبي في بلغراد في عام 2016.